# Lovre Miloš
Lovre Miloš (Zagreb, 5. travnja 1994.), hrvatski vaterpolist. Igra na mjestu napadača.
Rođen je u Zagrebu, gdje je s 10 godina počeo igrati vaterpolo u Mladosti. Vodio je žapce prema naslovu juniorskih prvaka Hrvatske 2013. te je bio proglašen najboljim igračem prvenstva.
Na ljeto 2013. odlazi u Sjedinjene Države na studij ekonomije. Usporedno sa studijem igra za US Irving iz Los Angelesa, za koji je u tri godine upisao 188 pogodaka, od čega 36 u prvoj sezoni. Sljedeće sezone bio je drugi najbolji strijelac lige s 92 pogotka te je bio uvršten u najbolju momčad prvenstva. U posljednjoj sezoni predvodio je momčad sa 60 pogodaka.
Nakon diplome vraća se u redove Mladosti, s kojom nastupa u Jadranskoj ligi i domaćem prvenstvu.
Godine 2012. nastupio je na Svjetskom mlađejuniorskom prvenstvu kao član hrvatske nacionalne vrste.
Nastupa na Europskom prvenstvu u Barceloni 2018. kao član seniorske hrvatske nacionalne momčadi. Predvodio je hrvatsku pobjedu u drugoj utakmici skupine protiv Turske sa šest pogodaka.

## Vanjske poveznice
- furkisport.hr statistike nastupa za Mladost
- rwp-league.com statistika nastupa u Jadranskoj ligi